# Megaselia barbimargo
Megaselia barbimargo är en tvåvingeart som beskrevs av Rudolf Beyer 1960. Megaselia barbimargo ingår i släktet Megaselia och familjen puckelflugor.
Artens utbredningsområde är Filippinerna. Inga underarter finns listade i Catalogue of Life.